# Кривава робота (фільм, 2002)
Кривава робота (англ. Blood Work) — американський трилер 2002 року режисера Клінта Іствуда.

## Сюжет
Агент ФБР Террі Маккалеб виходить на слід серійного вбивці. Він починає його переслідувати, але через серцевий напад не зміг затримати злочинця. Після цих подій він вийшов на пенсію і живе на своєму човні. Маккалебу роблять операцію з пересадки серця, а донором стала жінка, що загинула від рук того самого неспійманого злочинця. Маккалеба наймає Грасіелла Ріверс для того, щоб він розслідував причину смерті її сестри, серце якої і було пересаджено Террі.

## У ролях
| Актор            | Роль                     |
| ---------------- | ------------------------ |
| Клінт Іствуд     | Террі Маккалеб           |
| Джефф Деніелс    | Джаспер «Бадді» Нун      |
| Анжеліка Г'юстон | доктор Бонні Фокс        |
| Ванда Де Хесус   | Грасіелла Ріверс         |
| Тіна Ліффорд     | детектив Джей Вінстон    |
| Пол Родрігес     | детектив Роналдо Арранго |
| Ділан Волш       | детектив Джон Воллер     |
| Мейсон Лучера    | Раймонд Торрес           |
| Джеррі Бекер     | містер Толівер           |
| Рік Гоффман      | Джеймс Локрідж           |